# Église Sant'Agostino alla Zecca

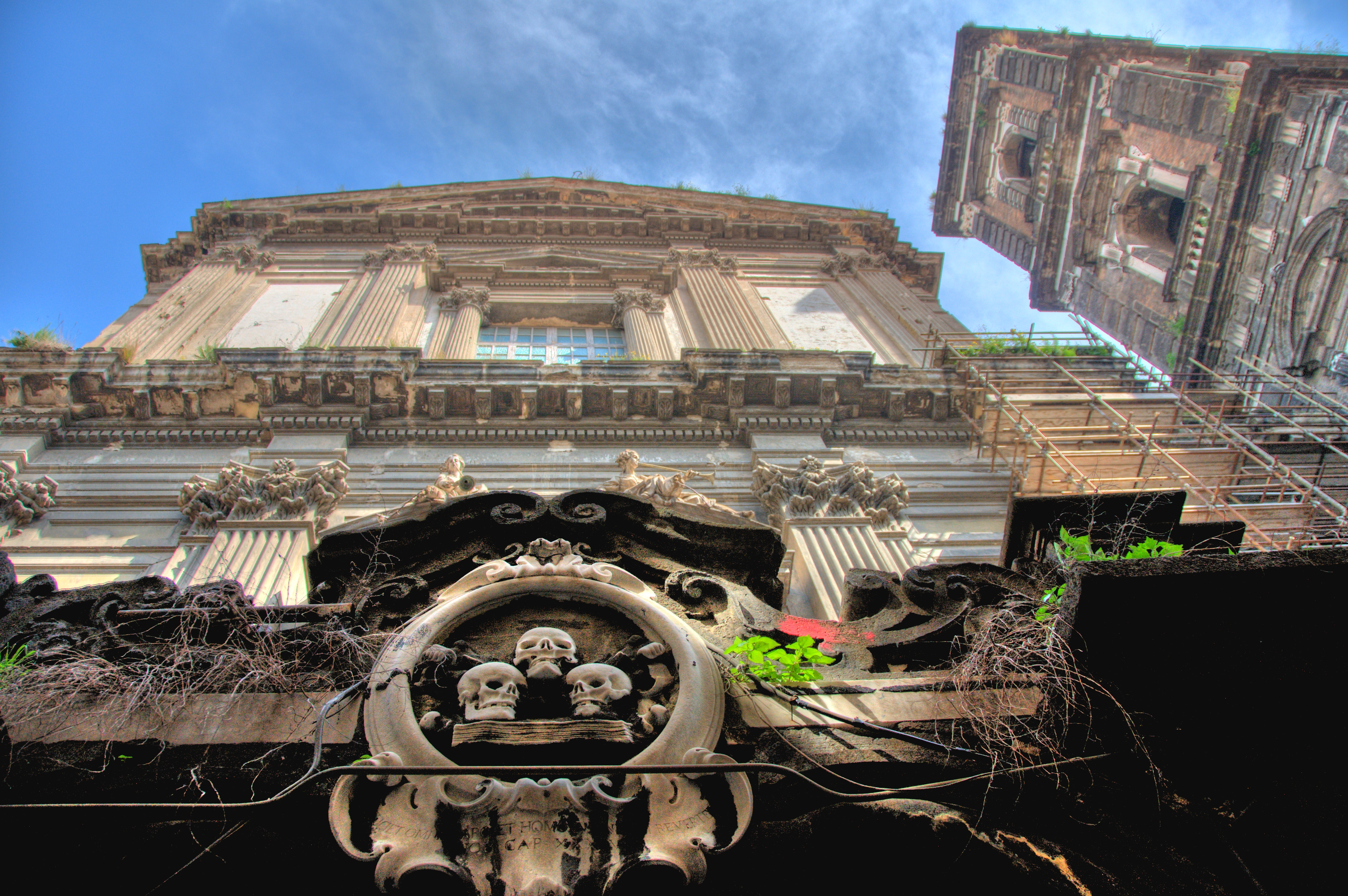
Coupole, toiture, fronton et clocher de l'église.

L'église Sant'Agostino alla Zecca ou Sant'Agostino Maggiore est une des plus grandes églises de Naples. Elle est située dans le centre historique de la ville et dédiée à saint Augustin. Elle dépend de l'archidiocèse de Naples.

## Histoire

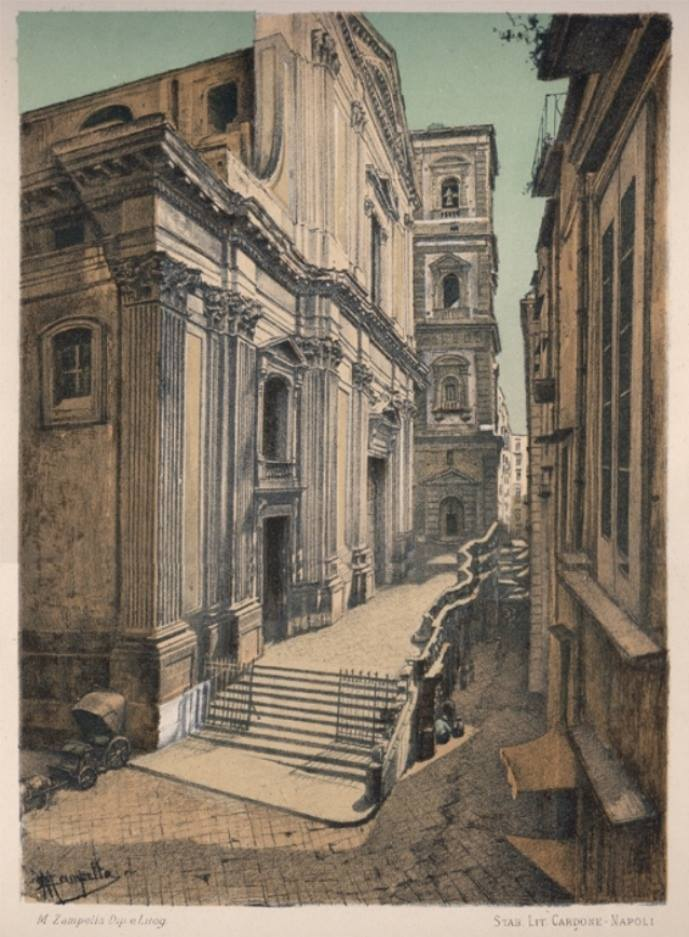
L'église au XIXe siècle.

L'église est fondée par Charles Ier d'Anjou et elle est terminée sous Robert d'Anjou en 1259. Elle est appartient aux augustins qui bâtissent leur couvent à l'emplacement d'un ancien couvent de basiliennes. Ils y installent leur cycle de formation générale en 1289. L'église est refaite en style Renaissance après le tremblement de terre de 1456, puis au XVIIe siècle et au XVIIIe siècle par Bartolomeo Picchiatti, Francesco Antonio Picchiatti, Giuseppe de Vita et Giuseppe Astarita (it). Bartolomeo Picchiatti est l'auteur du clocher et redécore le cloître avec Francesco Antonio Picchiatti, ainsi que l'ample nef centrale. La croisée du transept est du troisième et du dernier, la coupole, placée au-dessus de l'abside, ce qui est inhabituel.
Cette immense église est fermée depuis plusieurs décennies à cause du tremblement de terre de 1980 et se trouve dans un état grave d'abandon et de dégradation.

## Intérieur

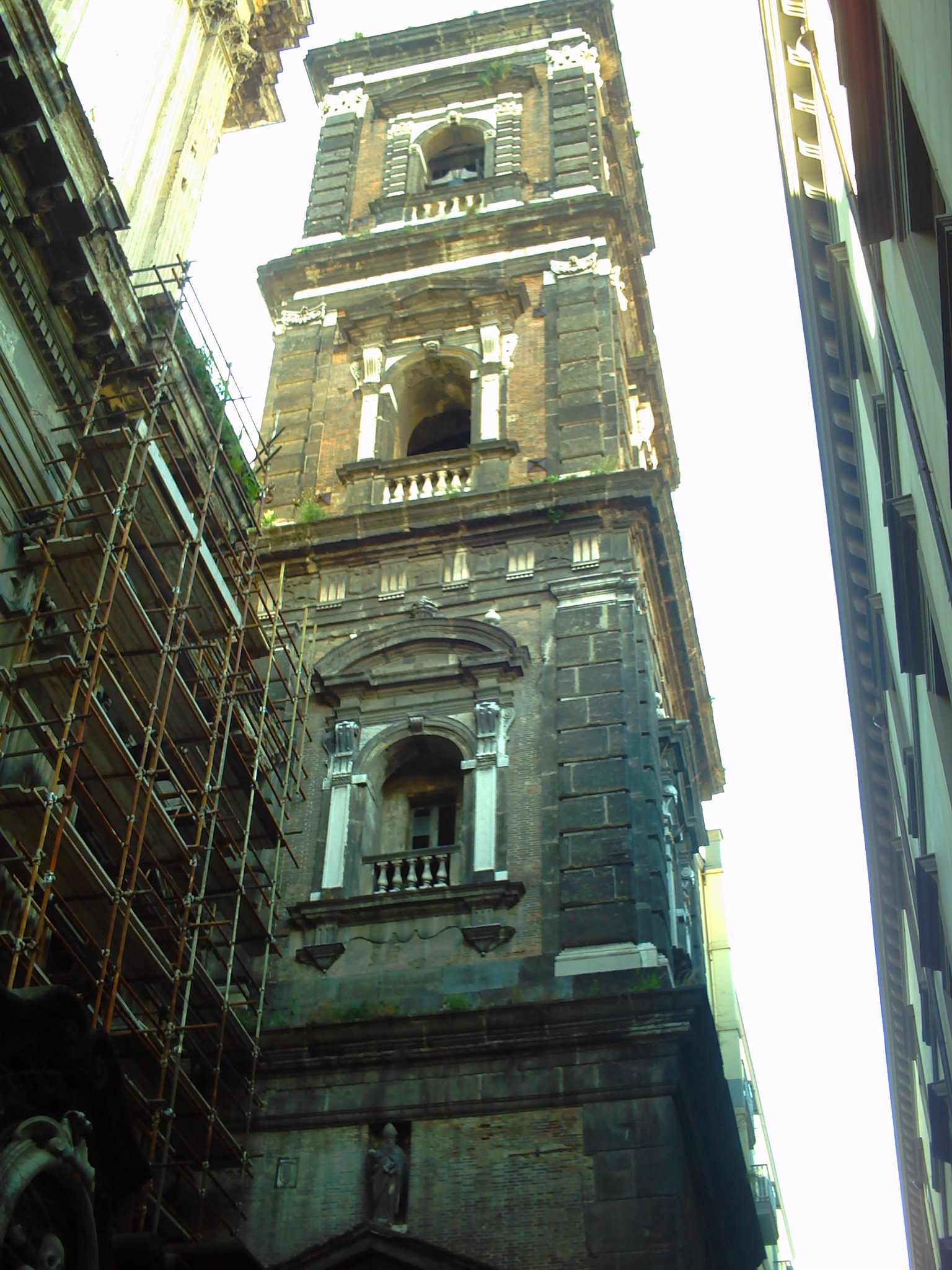
Clocher de l'église.

L'église possède trois vastes nefs. Elle abrite les tombes de Dionigi dei Roberti, théologien et diplomate mort en 1342, de Nicolo Jommelli, compositeur du XVIIIe siècle, et d'autres. L'église est fermée depuis 1980 et les travaux de consolidation sont lents et épisodiques. Un certain nombre d'œuvres d'art ont été volées, d'autres ont disparu. Toutes les autres sont désormais dans un dépôt.
Les corniches de la façade, les murs du clocher sont dans un état dégradé. Un bloc de piperno du clocher s'est écroulé sur la rue en avril 2011. Les fresques de la sacristie et du cloître (à plan carré avec seize colonnes) de Giacinto Diano sont abîmées.
Devant cette situation alarmante, le conseil régional de Campanie a décidé de lancer des travaux de restauration à partir de 2013.

## Salle capitulaire
L'édifice du numéro 174 du corso Umberto I englobe l'ancienne salle capitulaire des augustins. C'est une salle gothique empreinte de sévérité avec voûtes striées soutenues par deux grandes colonnes aux chapiteaux de style souabe.

## Source de la traduction
- (it) Cet article est partiellement ou en totalité issu de l’article de Wikipédia en italien intitulé « Chiesa di Sant'Agostino alla Zecca » (voir la liste des auteurs).